# Romero Games
Romero Games è un'azienda sviluppatrice di videogiochi fondata nel 2015 da John Romero insieme a sua moglie Brenda Romero, con sede a Galway in Irlanda.

## Storia
Romero Games venne fondata nel 2015 da John Romero e sua moglie Brenda dopo che si trasferirono a Galway, in Irlanda.
Nel 2015 Romero Games pubblica per iOS il primo gioco Dangerous Dave in the Deserted Pirate's Hideout HD, un port dell'omonimo gioco uscito nel 1990 della serie Dangerous Dave con grafica rimasterizzata e con una nuova colonna sonora.
Il secondo gioco di Romero Games è Gunman Taco Truck, uscito il 28 gennaio 2017, distribuito su Steam e disponibile per iOS e Android.
Night Work Games, una sussidiaria di Romero Games, sta sviluppando dal 2016 uno sparatutto in prima persona chiamato Blackroom.
Nel 2019 Romero Games pubblica SIGIL, una mod del primo Doom (1993) sviluppata da Romero che aggiunge al gioco un quinto capitolo non ufficiale, anch'esso composto da 9 livelli.
Nel 2020, Bethesda inserisce SIGIL tra gli add-on dei port di Doom e Doom II per console e per dispositivi mobile.

## Videogiochi sviluppati
- Dangerous Dave in the Deserted Pirate's Hideout HD (2015)
- Gunman Taco Truck (2017)
- SIGIL (2019)
- Empire of Sin (2020)
- SIGIL II (2023)